# Вест-Піорія (Іллінойс)
Вест-Піорія (англ. West Peoria) — місто (англ. city) в США, в окрузі Піорія штату Іллінойс. Населення — 4263 особи (2020).

## Географія
Вест-Піорія розташований за координатами 40°41′56″ пн. ш. 89°37′58″ зх. д. / 40.69889° пн. ш. 89.63278° зх. д. (40.699006, -89.632766).  За даними Бюро перепису населення США в 2010 році місто мало площу 3,28 км², уся площа — суходіл. В 2017 році площа становила 5,00 км², уся площа — суходіл.

## Демографія
Згідно з переписом 2010 року, у місті мешкало 4458 осіб у 1945 домогосподарствах у складі 1120 родин. Густота населення становила 1358 осіб/км².  Було 2123 помешкання (647/км²).
Расовий склад населення:
| - 79,5 % — білих - 14,4 % — чорних або афроамериканців - 1,1 % — азіатів - 0,5 % — корінних американців - 1,5 % — осіб інших рас |

До двох чи більше рас належало 3,1 %. Частка іспаномовних становила 3,0 % від усіх жителів.
За віковим діапазоном населення розподілялося таким чином: 21,5 % — особи молодші 18 років, 63,7 % — особи у віці 18—64 років, 14,8 % — особи у віці 65 років та старші. Медіана віку мешканця становила 36,9 року. На 100 осіб жіночої статі у місті припадало 93,5 чоловіків;  на 100 жінок у віці від 18 років та старших — 90,6 чоловіків також старших 18 років.
Середній дохід на одне домашнє господарство  становив 54 250 доларів США (медіана — 42 500), а середній дохід на одну сім'ю — 65 888 доларів (медіана — 49 717). Медіана доходів становила 41 308 доларів для чоловіків та 34 662 долари для жінок. За межею бідності перебувало 14,8 % осіб, у тому числі 29,8 % дітей у віці до 18 років та 7,8 % осіб у віці 65 років та старших.
Цивільне працевлаштоване населення становило 2403 особи. Основні галузі зайнятості: освіта, охорона здоров'я та соціальна допомога — 16,7 %, мистецтво, розваги та відпочинок — 15,2 %, виробництво — 12,3 %, фінанси, страхування та нерухомість — 12,2 %.